# San Juan Bautista (Chile)
San Juan Bautista es la localidad más importante del Archipiélago Juan Fernández. Se encuentra ubicada en la Bahía Cumberland, en la costa norte de la Isla Robinson Crusoe.
A pesar de que los habitantes mantienen un modo de vida rústico basado en la captura de la langosta, disponen de algunos vehículos, conexión a internet por satélite, y un gran número de aparatos de televisión. Según el censo del año 2017, el poblado alberga una población de 926 habitantes.
Posee un moderno muelle, mientras sus servicios son limitados: correo, telefonía, oficina de informaciones turísticas, hoteles y residenciales.
Además cuenta con una tenencia de Carabineros de Chile, un centro de salud familiar, una brigada de bomberos, una capitanía de puerto y un colegio.
Existe un campo de fútbol en el sector norte del pueblo. Allí también se encuentra la Escuela Dresden, nombrada así para recordar al crucero alemán SMS Dresden, que se hundió en el lugar durante la Primera Guerra Mundial. Los nombres de algunas de las calles de San Juan Bautista (la mayoría sin pavimentar) son: Alfred Von Rodt, Ignacio Carrera Pinto, El Sándalo, Vicente González, Teniente Cortés, La Pólvora, y Dresden.

## Historia

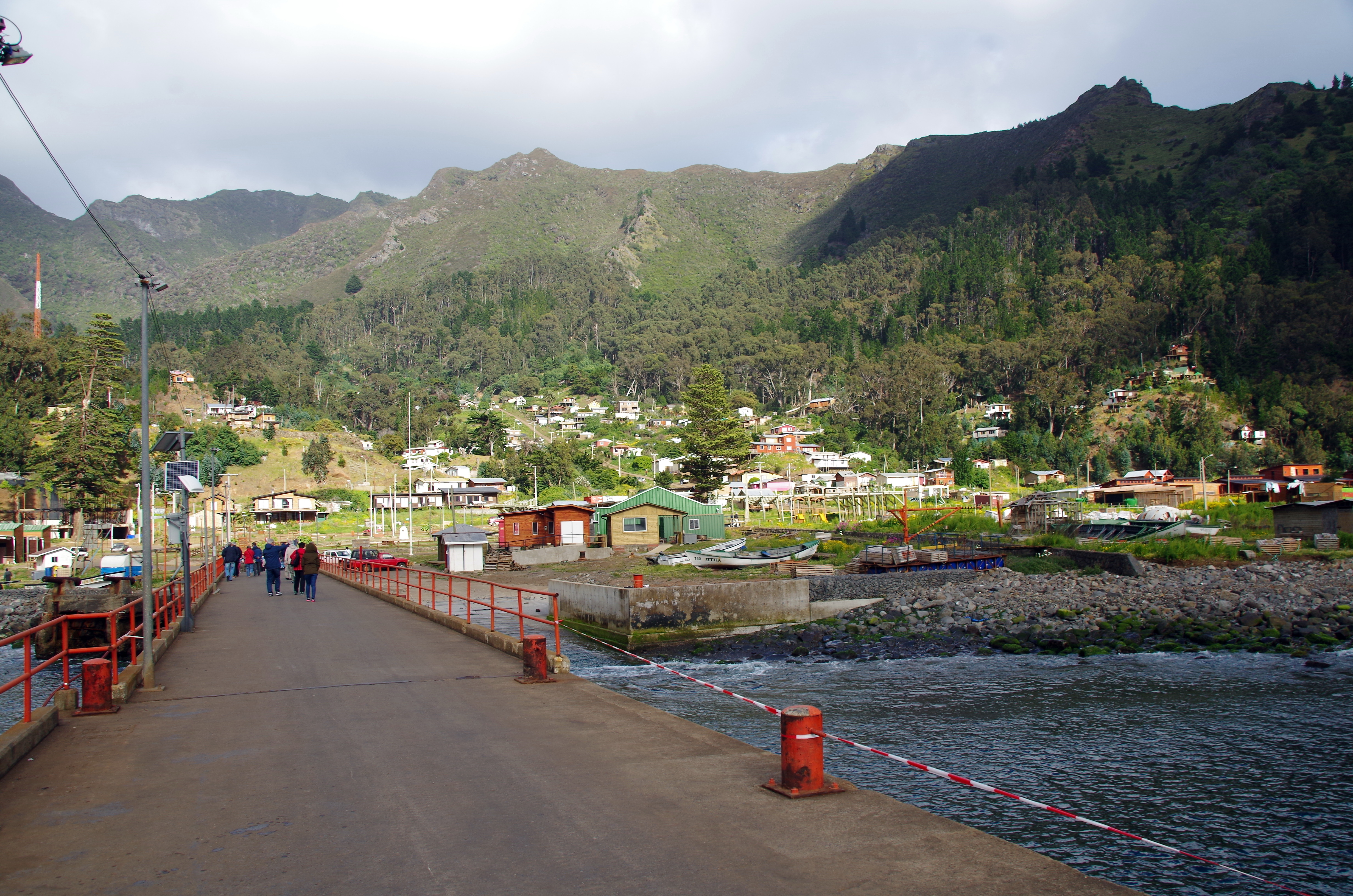
Vista de San Juan Bautista desde el puerto.

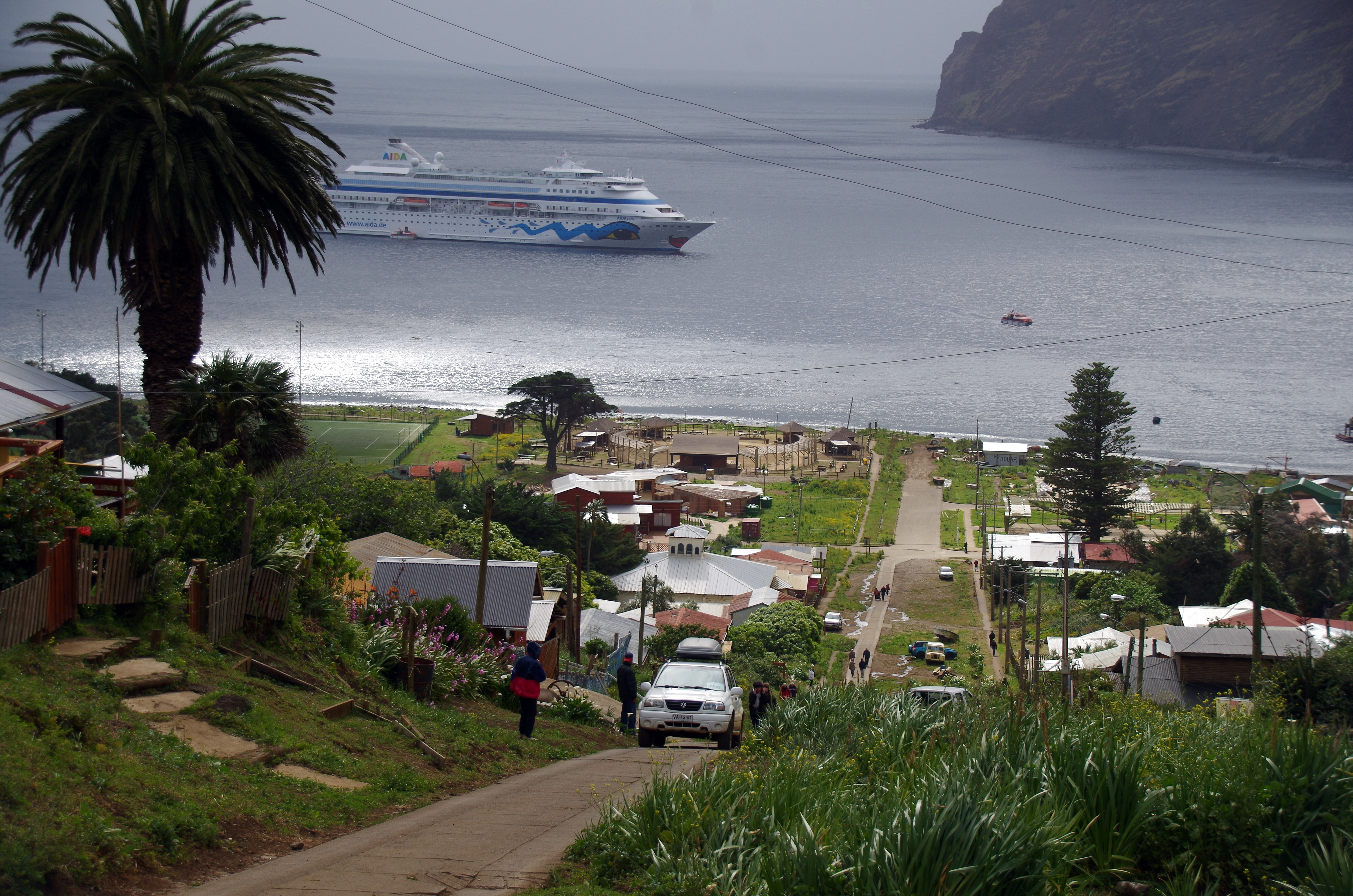
Vista de San Juan Bautista desde una elevación.

San Juan Bautista fue fundada en 1877 por el barón Alfredo Van Rodt.
Después del Desastre de Rancagua en 1814, las autoridades españoles desterraron a 42 activistas criollos en la isla. Los exiliados, entre los que se incluían prominentes figuras como Juan Egaña y Manuel de Salas, vivieron en unas cavernas conocidas actualmente como las "Cuevas de los Patriotas", ubicadas en el sector alto de la localidad.

### Tsunami de 2010

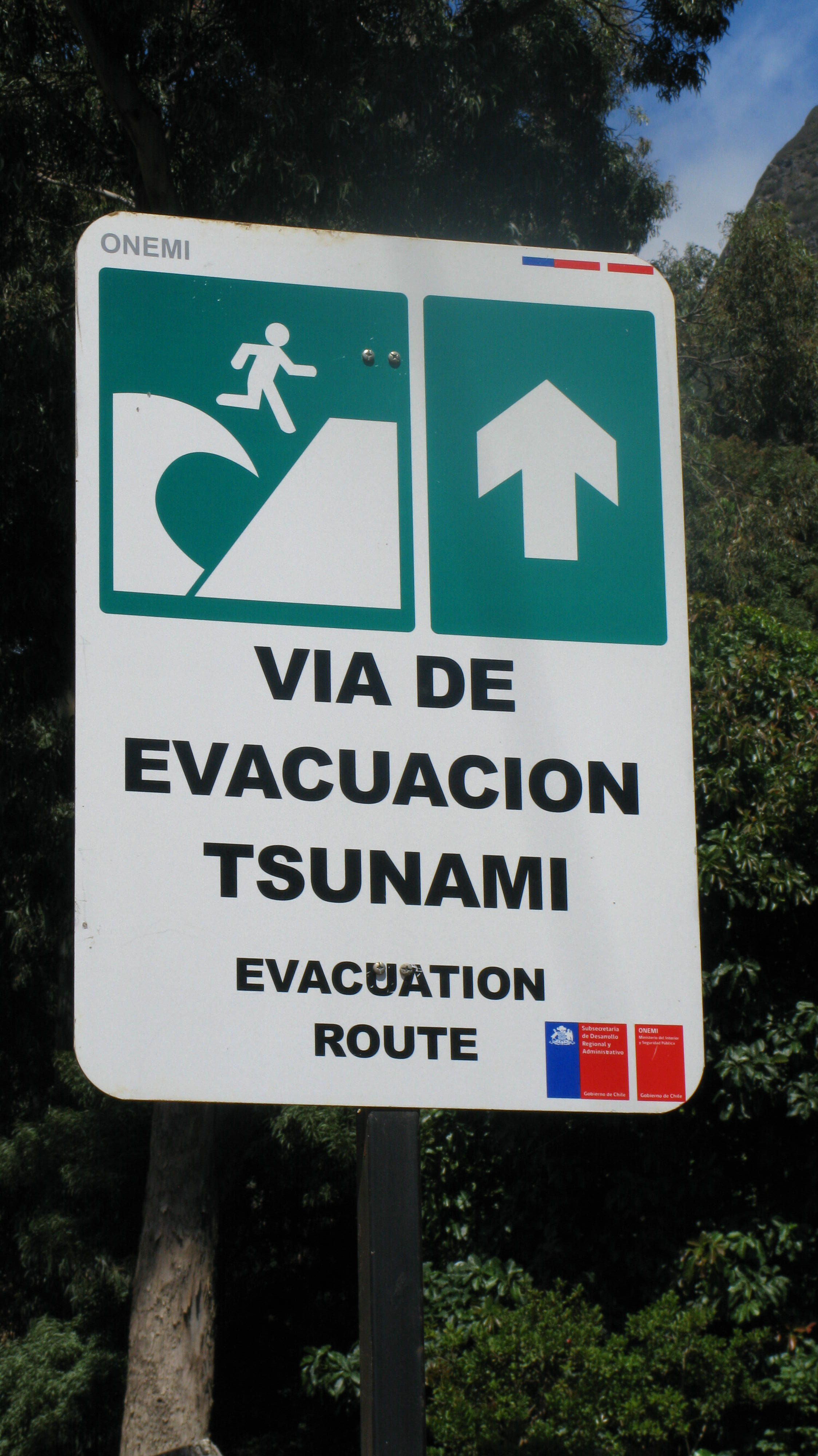
Cartel avisando de una ruta de escape en caso de tsunami.

Tras el tsunami provocado por el terremoto del 27 de febrero de 2010, el poblado quedó gravemente destruido. 12 personas fallecieron y otras 6 desaparecieron. Según informes, las 18 pérdidas se hubieran evitado si la alarma de tsunami se hubiera emitido a tiempo. Gran parte de la población logró salvarse gracias a que una niña de 12 años que se percató del tsunami activó la alarma.
Las primeras manifestaciones del tsunami se percibieron alrededor de las 4:15 AM, cuando la cancha de fútbol comenzó a inundarse. Esta primera ola no fue lo suficientemente estruendosa como para alertar a los residentes, sin embargo, algunos pobladores, al percatarse de lo ocurrido alertaron de forma oral a otros pobladores. Estas personas fueron alertadas por el ruido de vidrios y estructuras rompiéndose proveniente del sector de El Palillo, ya que, por la falta de visibilidad, no era posible observar el avance del agua. A pesar de esto, una sobreviviente describió un recogimiento del mar de entre 30 y 50 metros desde la línea de la costa. 
Seguido de la recogida de mar, se observaron dos olas simultáneas provenientes de cada lado de la bahía. A las 4:20 AM la marea ya había alcanzado el inicio del camino La Pólvora. La primera ola generó flujos que expulsaron objetos y personas desde dentro de las viviendas. Tiempo seguido, una segunda ola significativamente más veloz azotó contra el pueblo, arrastrando consigo gran cantidad de escombros y colapsando el generador de energía. 
La segunda ola generó corrientes de agua que provocaron una inundación errática a paso relativamente veloz. Una tercera ola proveniente del Oeste causó que muchos botes soltaran amarras. Los elevados niveles que alcanzó la inundación (y la velocidad con que avanzó esta misma) provocó que se formaran burbujas de aire al interior de las casas, las cuales salieron a flote y terminaron por destruirse.
Algunas maniobras de rescate a los sobrevivientes que se encontraban flotando sobre escombros (mar adentro) fueron frustradas producto de la irrupción de la segunda y tercera ola.

## Clima

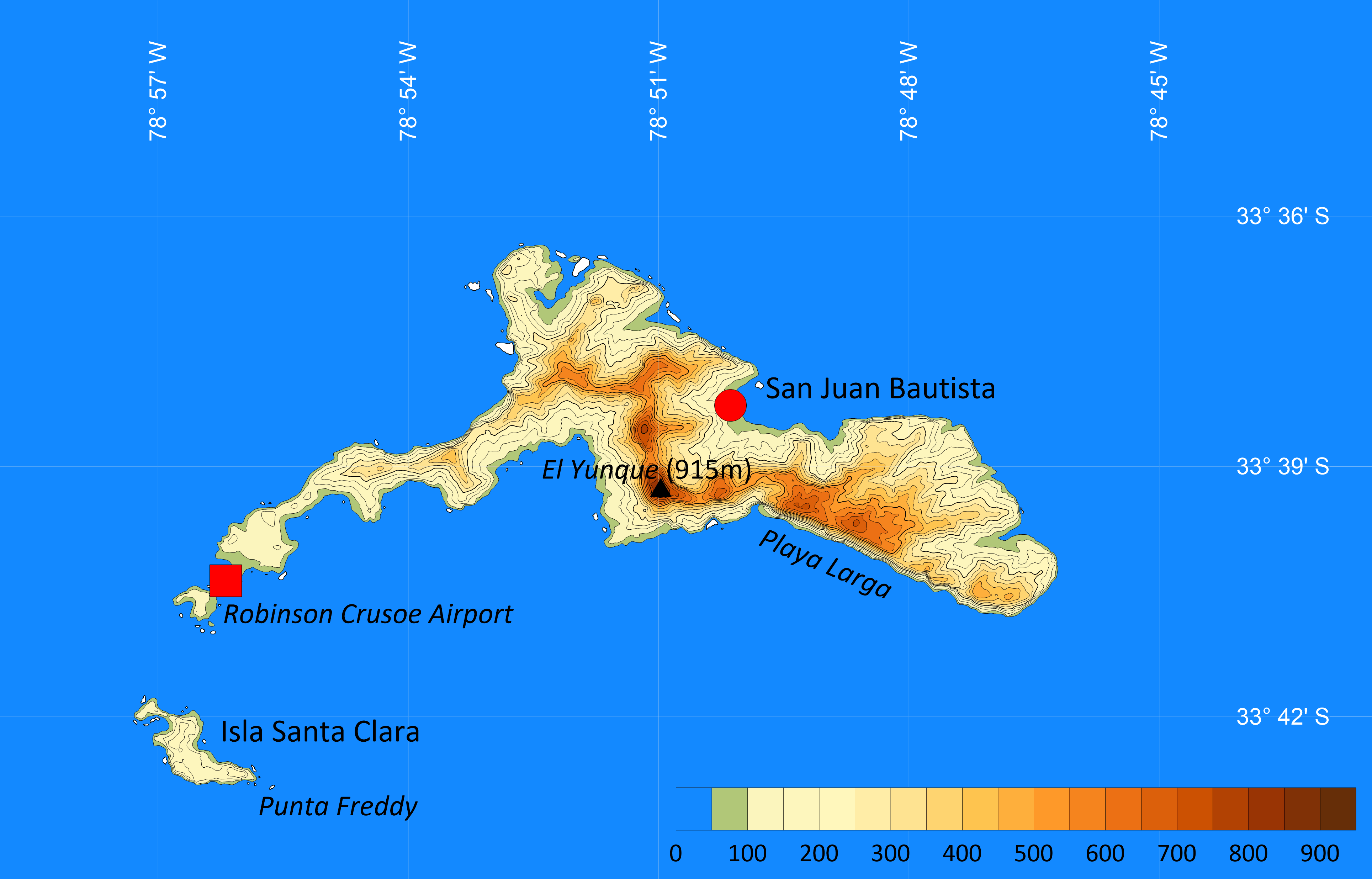
Mapa de la isla Robinson Crusoe con la localidad de San Juan Bautista.

Su clima es subtropical con una elevada humedad ambiental, siendo de 15,7 °C el promedio anual de temperatura. La precipitación media anual llega a los 1.092,8 mm; las lluvias decrecen entre octubre y febrero.
| Parámetros climáticos promedio de Archipiélago Juan Fernández (1981-2010, extremas 1958-presente) | Parámetros climáticos promedio de Archipiélago Juan Fernández (1981-2010, extremas 1958-presente) | Parámetros climáticos promedio de Archipiélago Juan Fernández (1981-2010, extremas 1958-presente) | Parámetros climáticos promedio de Archipiélago Juan Fernández (1981-2010, extremas 1958-presente) | Parámetros climáticos promedio de Archipiélago Juan Fernández (1981-2010, extremas 1958-presente) | Parámetros climáticos promedio de Archipiélago Juan Fernández (1981-2010, extremas 1958-presente) | Parámetros climáticos promedio de Archipiélago Juan Fernández (1981-2010, extremas 1958-presente) | Parámetros climáticos promedio de Archipiélago Juan Fernández (1981-2010, extremas 1958-presente) | Parámetros climáticos promedio de Archipiélago Juan Fernández (1981-2010, extremas 1958-presente) | Parámetros climáticos promedio de Archipiélago Juan Fernández (1981-2010, extremas 1958-presente) | Parámetros climáticos promedio de Archipiélago Juan Fernández (1981-2010, extremas 1958-presente) | Parámetros climáticos promedio de Archipiélago Juan Fernández (1981-2010, extremas 1958-presente) | Parámetros climáticos promedio de Archipiélago Juan Fernández (1981-2010, extremas 1958-presente) | Parámetros climáticos promedio de Archipiélago Juan Fernández (1981-2010, extremas 1958-presente) |
| Mes                                                                                               | Ene.                                                                                              | Feb.                                                                                              | Mar.                                                                                              | Abr.                                                                                              | May.                                                                                              | Jun.                                                                                              | Jul.                                                                                              | Ago.                                                                                              | Sep.                                                                                              | Oct.                                                                                              | Nov.                                                                                              | Dic.                                                                                              | Anual                                                                                             |
| ------------------------------------------------------------------------------------------------- | ------------------------------------------------------------------------------------------------- | ------------------------------------------------------------------------------------------------- | ------------------------------------------------------------------------------------------------- | ------------------------------------------------------------------------------------------------- | ------------------------------------------------------------------------------------------------- | ------------------------------------------------------------------------------------------------- | ------------------------------------------------------------------------------------------------- | ------------------------------------------------------------------------------------------------- | ------------------------------------------------------------------------------------------------- | ------------------------------------------------------------------------------------------------- | ------------------------------------------------------------------------------------------------- | ------------------------------------------------------------------------------------------------- | ------------------------------------------------------------------------------------------------- |
| Temp. máx. abs. (°C)                                                                              | 28.8                                                                                              | 27.8                                                                                              | 27.0                                                                                              | 26.0                                                                                              | 24.8                                                                                              | 22.2                                                                                              | 22.6                                                                                              | 24.4                                                                                              | 21.8                                                                                              | 23.5                                                                                              | 25.2                                                                                              | 26.9                                                                                              | 28.8                                                                                              |
| Temp. máx. media (°C)                                                                             | 25.2                                                                                              | 23.1                                                                                              | 21.1                                                                                              | 19.3                                                                                              | 17.6                                                                                              | 16.2                                                                                              | 15.0                                                                                              | 14.8                                                                                              | 15.0                                                                                              | 16.0                                                                                              | 17.6                                                                                              | 20.8                                                                                              | 18.5                                                                                              |
| Temp. media (°C)                                                                                  | 22.1                                                                                              | 19.8                                                                                              | 18.1                                                                                              | 16.5                                                                                              | 15.0                                                                                              | 13.6                                                                                              | 12.5                                                                                              | 12.2                                                                                              | 12.3                                                                                              | 13.3                                                                                              | 14.8                                                                                              | 18.2                                                                                              | 15.7                                                                                              |
| Temp. mín. media (°C)                                                                             | 19.1                                                                                              | 16.6                                                                                              | 16.1                                                                                              | 14.6                                                                                              | 13.1                                                                                              | 11.8                                                                                              | 10.8                                                                                              | 10.4                                                                                              | 10.4                                                                                              | 11.3                                                                                              | 12.7                                                                                              | 15.7                                                                                              | 13.6                                                                                              |
| Temp. mín. abs. (°C)                                                                              | 10.6                                                                                              | 9.3                                                                                               | 7.1                                                                                               | 4.2                                                                                               | 4.6                                                                                               | 4.8                                                                                               | 5.0                                                                                               | 3.0                                                                                               | 5.0                                                                                               | 6.2                                                                                               | 7.3                                                                                               | 9.2                                                                                               | 3.0                                                                                               |
| Precipitación total (mm)                                                                          | 42.5                                                                                              | 44.5                                                                                              | 60.3                                                                                              | 91.1                                                                                              | 160.8                                                                                             | 180.1                                                                                             | 160.2                                                                                             | 126.3                                                                                             | 87.7                                                                                              | 54.1                                                                                              | 45.1                                                                                              | 40.1                                                                                              | 1092.8                                                                                            |
| Días de precipitaciones (≥ 0.1 mm)                                                                | 11                                                                                                | 10                                                                                                | 13                                                                                                | 15                                                                                                | 21                                                                                                | 23                                                                                                | 21                                                                                                | 19                                                                                                | 16                                                                                                | 14                                                                                                | 10                                                                                                | 10                                                                                                | 183                                                                                               |
| Horas de sol                                                                                      | 248.0                                                                                             | 209.1                                                                                             | 158.1                                                                                             | 123.0                                                                                             | 108.5                                                                                             | 99.0                                                                                              | 93.0                                                                                              | 105.4                                                                                             | 147.0                                                                                             | 204.6                                                                                             | 249.0                                                                                             | 260.4                                                                                             | 2005.1                                                                                            |
| Humedad relativa (%)                                                                              | 73                                                                                                | 73                                                                                                | 73                                                                                                | 77                                                                                                | 78                                                                                                | 78                                                                                                | 79                                                                                                | 77                                                                                                | 77                                                                                                | 76                                                                                                | 74                                                                                                | 73                                                                                                | 76                                                                                                |
| Fuente: Dirección Meteorológica de Chile                                                          |                                                                                                   |                                                                                                   |                                                                                                   |                                                                                                   |                                                                                                   |                                                                                                   |                                                                                                   |                                                                                                   |                                                                                                   |                                                                                                   |                                                                                                   |                                                                                                   |                                                                                                   |